# Helga Labs

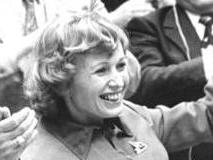
Helga Labs nach ihrer Wiederwahl zur Vorsitzenden der Pionierorganisation „Ernst Thälmann“ 1976

Helga Labs (geborene Milke, * 22. Mai 1940 in Wenigtreben) ist eine deutsche ehemalige Partei- und Gewerkschaftsfunktionärin und Politikerin. Von 1974 bis 1985 war sie Vorsitzende der Pionierorganisation „Ernst Thälmann“ in der DDR.

## Leben
Helga Labs wurde in einem niederschlesischen Dorf als Tochter einer Bauernfamilie geboren. Von 1955 bis 1959 wurde sie am Institut für Lehrerbildung Rochlitz zur Unterstufenlehrerin ausgebildet. Sie trat 1955 der FDJ bei, war seit 1956 Mitglied der FDJ-Kreisleitung Rochlitz und 1959–1960 dort FDJ-Sekretärin. 1959 wurde sie Mitglied der SED. 1960 bis 1966 war sie zunächst Instrukteurin der Abteilung Jugend und dann Sekretärin für Schuljugend. 1967 bis 1969 war sie Vorsitzende der Pionierorganisation Ernst Thälmann im Bezirk Karl-Marx-Stadt und Sekretärin der FDJ-Bezirksleitung. 1969 bis Dezember 1973 war Labs Erste Sekretärin der FDJ-Bezirksleitung Karl-Marx-Stadt und Mitglied des Sekretariats der SED-Bezirksleitung.
1974 wurde sie als Nachfolgerin von Egon Krenz Vorsitzende der Pionierorganisation „Ernst Thälmann“ und gleichzeitig Sekretär des Zentralrates der FDJ. Sie war von 1976 bis 1989 Mitglied des ZK der SED und von 1976 bis 1986 Mitglied der Jugendkommission beim Politbüro des ZK der SED. Als Abgeordnete der Volkskammer war sie von 1976 bis 1986 Mitglied des Ausschusses für Nationale Verteidigung und anschließend bis 1989 Mitglied des Ausschusses für Volksbildung. Nach ihrem Ausscheiden aus dem FDJ-Apparat wurde sie am 24. Januar 1985 als Nachfolgerin von Paul Ruhig Vorsitzende des Zentralvorstandes der Gewerkschaft Unterricht und Erziehung im FDGB. Sie war stellvertretende Vorsitzende der Internationalen Vereinigung der Lehrergewerkschaften (FISE).

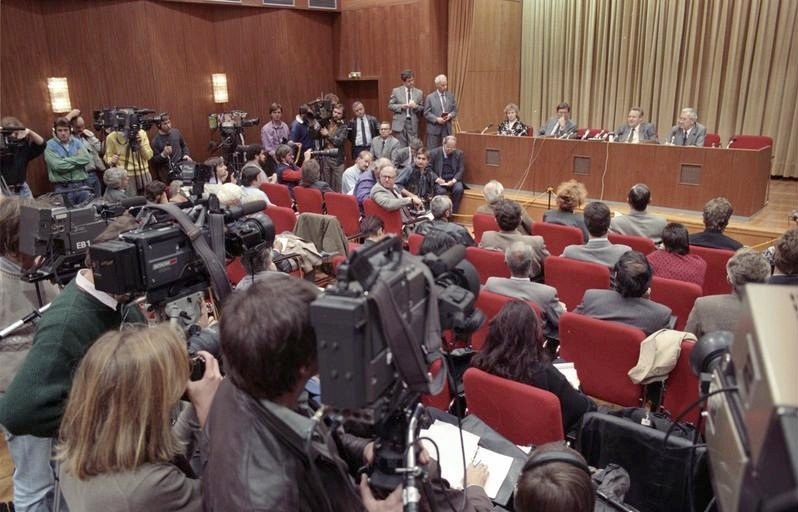
Pressekonferenz der DDR-Regierung am 9. November 1989, auf dem Podium (v.l.n.r.:) Labs, Banaschak, Schabowski, Beil.

Helga Labs war Teilnehmerin jener Pressekonferenz am Abend des 9. November 1989, in der Günter Schabowski im Zusammenhang mit der 10. Tagung des Zentralkomitees nach dem XI. Parteitag der SED eine neue Regelung für Reisen ins westliche Ausland für DDR-Bürger verkündete. Diese Regelung trete, so antwortete er auf eine Reporterfrage, nach seinem Wissen „sofort, unverzüglich“ in Kraft. Diese Aussage löste noch am selben Abend einen Massenansturm von DDR-Bürgern auf die Grenze zu West-Berlin aus, sodass die überforderten DDR-Grenzer nach wenigen Stunden die Mauer ungeplant öffneten.
Am 3. Februar 1990 gab Helga Labs ihren Rücktritt als Vorsitzende der Gewerkschaft Unterricht und Erziehung bekannt. Sie wurde Hortnerin, später arbeitete sie in einer Arbeitsbeschaffungsmaßnahme (ABM), bevor sie Rentnerin wurde.
Labs wurde 1985 mit dem Vaterländischen Verdienstorden in Gold ausgezeichnet.
Bei der Kommunalwahl 2003 kandidierte sie für die PDS in ihrem Wohnort Leegebruch.